# Julian King
Sir Julian Beresford King, född 22 augusti 1964 i Sutton Coldfield, är en brittisk ämbetsman och diplomat. Han är sedan 19 september 2016 ledamot av Europeiska kommissionen med ansvar för säkerhetsfrågor i kommissionen Juncker.
King anställdes i Foreign and Commonwealth Office 1985, var ambassadör i Dublin 2009-2011 och i Paris 2016. Efter folkomröstningen om Storbritanniens medlemskap i EU blev King i juli 2016 nominerad av premiärminister David Cameron att efterträda Jonathan Hill som brittisk EU-kommissionär. Europeiska kommissionens ordförande Jean-Claude Juncker nominerade i augusti 2016 King till kommissionär med ansvar för säkerhetsfrågor och kampen mot terrorism.

## Fotnoter
1. ↑  Munzinger Personen, Munzinger person-ID: 00000031021, läst: 9 oktober 2017.[källa från Wikidata]
2. 1 2 3 4 5  British Diplomatic Directory (1820-2005), Foreign and Commonwealth Office.[källa från Wikidata]